# Alfred Marxer

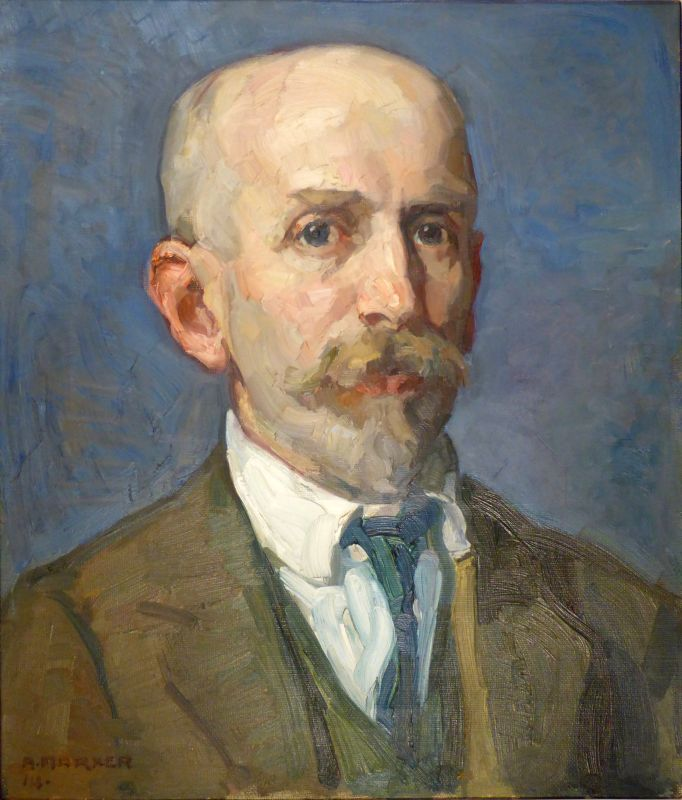
Alfred Marxer: Selbstbildnis, 1914

Alfred Marxer (* 28. Juni 1876 in Turbenthal; † 8. Dezember 1945 in Kilchberg) war ein Schweizer Kunstmaler und Grafiker.

## Leben und Wirken
Alfred Marxer wurde 1876 in Turbenthal geboren. Er machte eine Lehre als Dekorationsmaler. Auf Wanderjahre, welche er in Europa unternahm, folgten ab 1897 Studien bei Gabriel von Hackl und Rudolf von Seitz an der Kunstakademie München.
Als Grafiker illustrierte er Plakate und andere Druckwerke. (Zum Beispiel: Katalog der Schweizerischen Landesausstellung Bern 1914 und Pallieter von Felix Timmermans.)
1914 hielt Marxer sich in Paris auf, ab 1915 lebte er im zürcherischen Kilchberg.
In den 1920er Jahren schuf er einige Wandgemälde in Kirchen. Vielfach hielt er die Landschaft des Zürichsees im Bild fest. Nach 1930 schrieb er Artikel für die Neue Zürcher Zeitung. Alfred Marxer starb 1945 in Kilchberg.

## Werke

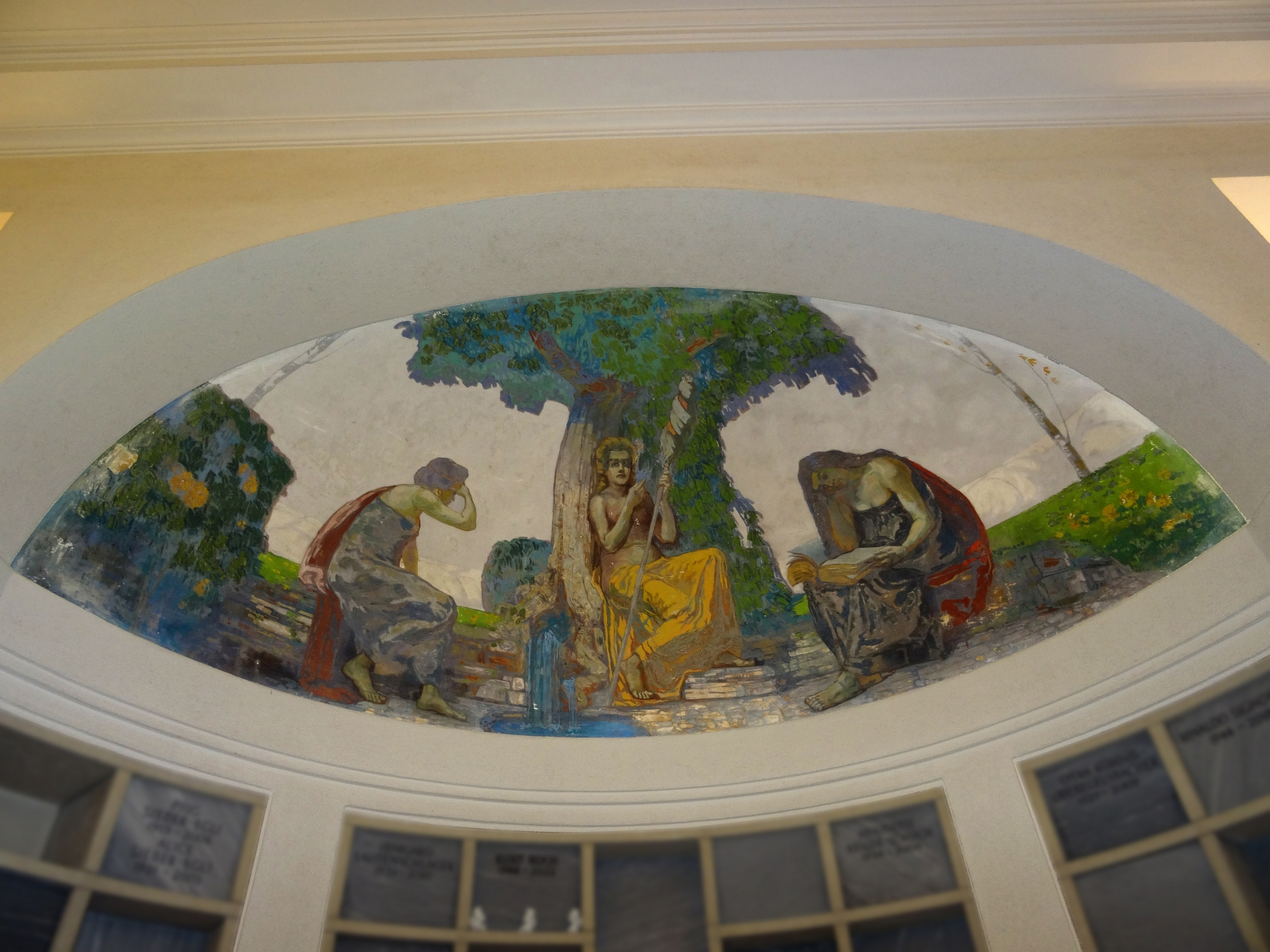
Wandgemälde 1909. Urnenhalle, Friedhof Feldli, St. Gallen

Werke Alfred Marxers sind unter anderem in diesen Sammlungen vertreten: Kunstmuseum Winterthur, Kunsthaus Zürich, Graphische Sammlung der  ETH Zürich und Schweizerisches Sozialarchiv. Das Wandgemälde im Krematorium Rüti ZH wurde von Marxer geschaffen, Jahre zuvor schon jene in der südlichen Halle des Friedhofs Feldli in St. Gallen.

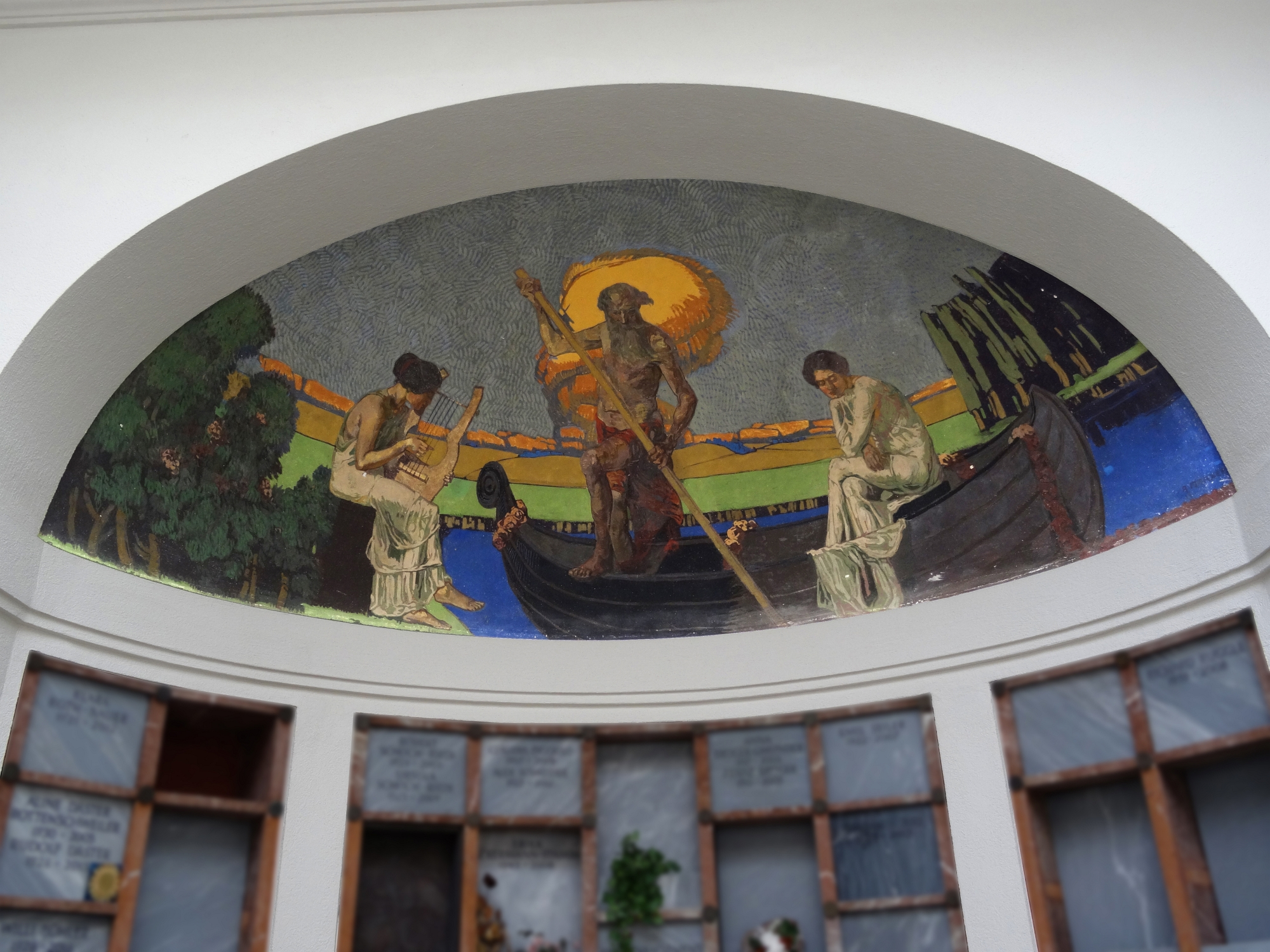
Wandgemälde 1909. Urnenhalle, Friedhof Feldli, St. Gallen

## Ausstellungen (Auswahl)

### Einzelausstellungen
- 1916: Kunstmuseum Winterthur[6]
- 1926: Kunstmuseum Winterthur[7]

### Gruppenausstellungen
- 1911: Alfred und Eugen Feiks, Ernst Geiger, Alexandre Lunois, Alfred Marxer, Ludwig v. Hofmann. Kunsthaus Zürich.[8]
- 1917: Alfred Marxer, Rudolf Löw, Eduard Stiefel, Adolf Tièche, Emil Weber, Hans Trudel, Werner Weber, Walze: E. Würtenberger, Otto Wyler, Bertha Züricher. Kunsthaus Zürich.[9]
- 1931/1932: Zürcher Bildnisse. Kunsthaus Zürich.[10]
- 1934: Grafa 2 – Graphische Fachausstellung Zürich.[11]
- 1936: Fritz Boscovits, Pietro Chiesa, Alfred Marxer, Eduard Bick, Arnold Brügger, Adolf Fehr, Hermann Huber, Charles Hug, Helen Labhardt, Alexander Soldenhoff. Kunsthaus Zürich.
- 1938: Alfred Marxer, Albert Reinhardt, Richard Seewald, John Torcapel, Eduard Weinmann, Marcel Wille, Eugen Zeller. Kunstverein im Kunstmuseum Winterthur.
- 1939: Schweizerische Landesausstellung
- 1945, April/Mai: Zusammen mit Rudolf Mülli, Adolf Thomann und Hans Beat Wieland. Kunsthaus Zürich.[12]

posthum
- 1981: Dreissiger Jahre Schweiz. Werbestil 1930–1940. Museum für Gestaltung Zürich.[13]
- 1990: Fritz Kunz und die religiöse Malerei. Kunsthaus Zug und Museum in der Burg, Zug.
- 1990/1991: Schweizer Maler aus der Sammlung Bührle. Stiftung Sammlung E. G. Bührle, Zürich.

## Auszeichnungen
- 1907: Eidgenössisches Kunststipendium
- 1921: Prix calame (3. Preis)